# NGC 7572
NGC 7572 é uma galáxia espiral (S0-a) localizada na direcção da constelação de Pegasus. Possui uma declinação de +18° 29' 00" e uma ascensão recta de 23 horas, 16 minutos e 50,3 segundos.
A galáxia NGC 7572 foi descoberta em 3 de Novembro de 1864 por Albert Marth.